# Heinrich Bär
Pour les articles homonymes, voir Bär.

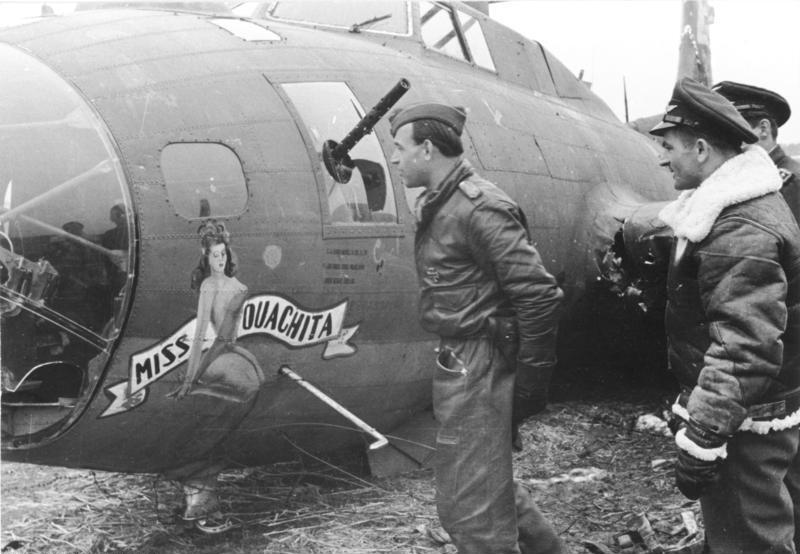
Heinrich Bär devant un bombardier américain écrasé

Heinz (Oskar-Heinrich) « Pritzl » Bär, né le 25 mai 1913 à Leipzig et mort le 28 avril 1957 à Brunswick, était un as allemand de la Luftwaffe pendant la Seconde Guerre mondiale.

## Un caractère avant tout
Heinz Bär fait partie du cercle très fermé des pilotes de la Luftwaffe ayant combattu du premier jusqu'au dernier jour de la guerre, et ayant survécu au conflit. S'ajoute le fait qu'il combattit sur tous les fronts et sur de nombreux types d'appareils, du chasseur à hélice au jet à réaction. Survivre à une carrière aussi remplie requiert non seulement d'être un bon pilote, mais aussi un caractère bien trempé, caractéristique propre à Heinz Bär, « Bär » signifiant en allemand « ours ».
Déjà pilote confirmé de planeur à 17 ans, Bär passe son brevet de pilote civil en 1930 et aspire à rejoindre la Lufthansa. Pour doper sa carrière et acquérir de l'expérience, il rejoint en 1937 la Luftwaffe afin d'être formé comme pilote de transport. Néanmoins, la guerre l'empêche de revenir à la vie civile. Désirant passer dans la chasse, il parvient à se faire muter à la 1./JG 51. Commence alors une des plus brillantes carrières de l'aviation militaire.

## Début de carrière
Le 29 septembre 1939, l'Unteroffizier Bär remporte sa première victoire pendant la Drôle de guerre ; c'est l'une des deux premières victoires de la JG 51. En 1940, lors de la bataille de France, il remporte deux autres succès et 10 adversaires de plus tombent sous les coups de son Bf 109 au cours de la bataille d'Angleterre, non sans parfois ramener son appareil sévèrement endommagé. Par exemple, le 2 septembre au retour d'une mission, son avion, criblé de balles et en surchauffe moteur, est intercepté par un Spitfire qui l'abat. Bär réussit à sauter mais doit nager deux heures dans les eaux glacées de la Manche avant d'être récupéré par un hydravion. Le lendemain, il est à nouveau en mission et bientôt promu officier.

## La gloire
En 1941, il continue les combats au-dessus de la Manche et porte son score à 17. Fin juin, la JG 51 est ensuite transférée sur le front Est, cette escadre, qui s'est déjà forgée une solide réputation un an plus tôt, va voir ses scores s'envoler en flèche. Parmi ses pilotes, Bär, dont le palmarès va littéralement exploser en seulement deux mois ! Il reçoit déjà le 2 juillet la croix de chevalier de la croix de fer pour sa 27e victoire. Vingt jours plus tard, il remporte son 40e succès puis est nommé Staffelkäpitan de la 12./JG 51. Dès lors et jusqu'à la fin de la guerre, il ne quittera plus le top 10 des as de la Luftwaffe. Le 14 août, Bär obtient le grade d'Oberleutnant ainsi que les feuilles de chêne après 62 victoires.
Le 30 août, il réalise un sextuplé mais le lendemain, après son 80e succès, il est abattu à son tour et contraint de s'éjecter à plus de 40 km à l'intérieur des lignes ennemies. Blessé en atterrissant sur le sol par un vent violent, agonisant, il parvient en deux jours et avec un grand courage à rejoindre ses lignes après une cinquantaine de km parcouru. Surprenant, on découvre alors qu'il a marché avec la colonne vertébrale fracturée ! Nul doute que sans cette mésaventure, il serait devenu le second pilote après Werner Mölders (le patron de la JG 51) à atteindre les 100 victoires. Hospitalisé pendant plus de deux mois, Bär reprend finalement sa place au front et porte son score à 88 avant la fin de l'année.

## Un pilote infatigable
Le 16 février 1942, sa 90e victoire lui vaut le grade de Hauptmann et les épées à sa croix de chevalier. Après une brève période de pause, Bär succède le 11 mai à Herbert Ihlefeld à la tête du I./JG 77 qui se bat également en Russie mais dans le secteur de la péninsule de Kersh. Dans une rivalité notoire avec le nouveau Kommodore de la JG 77, le Major Gordon Gollob, un officier au caractère diamétralement opposé, Bär dépasse le 19 de ce mois, la barre des 100 victoires.
Il en possède 113 quand en plein été 1942, le I./JG 77 rejoint la Méditerranée puis l'Afrique du Nord. Bär conduit son groupe dans des situations de plus en plus défavorables en soutien à l'Afrika Korps du général Erwin Rommel. Après 4 victoires en octobre, il remporte 11 succès en novembre (dont cinq le 3) et 9 autres en décembre pour terminer l'année avec un palmarès à 139. Bien que proposé pour les brillants à quatre reprises, Bär ne se verra jamais recevoir cette décoration. Une anecdote aurait voulu qu'Hermann Göring désapprouve la remise des brillants pour Bär car il détestait l'accent de ce dernier...
Entre janvier à avril 1943, Heinz Bär contracte la malaria mais malgré la fièvre, continue de voler dans de multiples missions quotidiennes, accumulant encore 38 victoires durant cette période. Il s'ensuit le retrait de la JG 77 de la Tunisie en direction de la Sicile. Mais épuisé physiquement et moralement, Bär est relevé de son commandement et ramené en Allemagne pour récupération et repos. Il a alors 177 victoires à son actif.

## Défense du Reich et Normandie
En août, il prend en charge le Erg. Gr. Süd basé dans le sud de la France. Il descend le 2 décembre un B-17 et un P-38 d'escorte. Mais sanctionné pour insubordination, inactivité aidant, et au vu de l'intensification des attaques des bombardiers américains en Europe, Bär est muté en janvier 1944 comme simple pilote au II./JG 1 dans la défense du Reich. Mais grâce à son engagement personnel, il obtient finalement un retour en grâce et conduit la 6./JG 1, puis le II./JG 1 (à partir du 15 mars), ses interventions contre la 8e Air Force lui ayant entretemps permis d'abattre 23 appareils américains, dont 17 quadrimoteurs et sa 200e le 22 avril.
Titulaire de 202 victoires, Bär quitte le 12 mai le II./JG 1 et se voit confier la JG 3 le 1er juin avec le grade de Major qu'il administre pendant toute la bataille de Normandie durant l'été 1944. Il a alors en charge les II. et III./JG 3 mais également les I. et II./JG 1 ainsi que le I./JG 11. Ses fonctions ne lui permettent guère d'affronter l'ennemi, une seule rencontre fortuite avec des P-51 lui donnant l'occasion de remporter une seule victoire aérienne sur ce front. En automne, la JG 3 retourne en Allemagne.

## Jusqu'au bout
Au petit matin du 1er janvier 1945, Bär descend deux Hawker Typhoon britanniques lors de l'opération Bodenplatte. Le 14 février, il prend la tête du III./EJG 2 (en) équipée de chasseurs à réaction révolutionnaires Me 262. Du 19 mars au 19 avril, il remporte 12 victoires confirmées sur cet appareil avant que le groupe ne soit absorbé le 23 avril par la JV 44 du Général Adolf Galland. Quand, trois jours plus tard, ce dernier est blessé au combat, l'Oberstleutnant Bär lui succède à la tête de l'unité. Il remporte encore 4 victoires, son dernier, un Mosquito le 29 avril, qui sera également le dernier appareil de ce type descendu en combat aérien. Le 3 mai, la JV 44 est renommé IV./JG 7.
La carrière de Heinz Bär est l'une des plus respectable de la Luftwaffe. En plus de 1 000 missions, il a remporté 221 victoires, soit 96 à l'Est et 124 à l'Ouest, dont 16 sur Me 262 et 21 quadrimoteurs. Il a été abattu 18 fois et s'est parachuté à quatre reprises. C'est le huitième plus grand as de tous les temps ; ses 124 victoires contre l'adversaire occidental le placent à la deuxième place des as sur le front Ouest (derrière Hans-Joachim Marseille et ses 158 succès) ; et ses 16 victoires sur Me 262 en font l'un des plus grands as sur chasseur à réaction.

## Après-guerre
Prisonnier un temps des Alliés puis libéré, Heinz Bär entreprend son vieux rêve de devenir pilote commercial civil mais la situation de l'Allemagne d'après-guerre ne lui est guère favorable. En 1950, il entre dans un Aéro-club de voltige aérienne en tant que consultant, la Deutscher Aero Club, lui donnant ainsi l'occasion de voler à nouveau. Ironie du sort, après avoir maintes fois échappé à la mort pendant presque 6 années de conflit, Heinz Bär se tue à 43 ans, quand son avion LF-1 Zaunkönig (en) décroche à basse altitude et s'écrase à l'aérodrome de Brunswick/Waggum, le 28 avril 1957.

## Dates de promotion
| 1er août 1940 :         | Leutnant (Sous-Lieutenant)          |
| 1er août 1941 :         | Oberleutnant (Lieutenant)           |
| Septembre/octobre 1941: | Hauptmann (Capitaine)               |
| 1er mars 1943 :         | Major (Major)                       |
| 1er janvier 1945 :      | Oberstleutnant (Lieutenant-Colonel) |

## Décorations
Il a été décoré de la croix de fer, de l'insigne des blessés, de la croix allemande et de la croix de chevalier de la croix de fer avec feuilles de chêne et glaives.